# 리원룽 (쇼트트랙 선수)
리원룽(중국어 간체자: 李文龙, 정체자: 李文龍, 병음: Lǐ Wénlóng, 한자음: 이문룡, 2001년 2월 4일~)은 중화인민공화국의 쇼트트랙 선수이다. 2022년 동계 올림픽 남자 1000m 경기에서 은메달을 획득했다. 또한 세계 선수권 대회에서 금메달 2개, 은메달 1개를 획득했다.